# Iberis pinnata
Iberis pinnata är en korsblommig växtart som beskrevs av Carl von Linné. Iberis pinnata ingår i släktet iberisar, och familjen korsblommiga växter. Inga underarter finns listade i Catalogue of Life.

## Bildgalleri

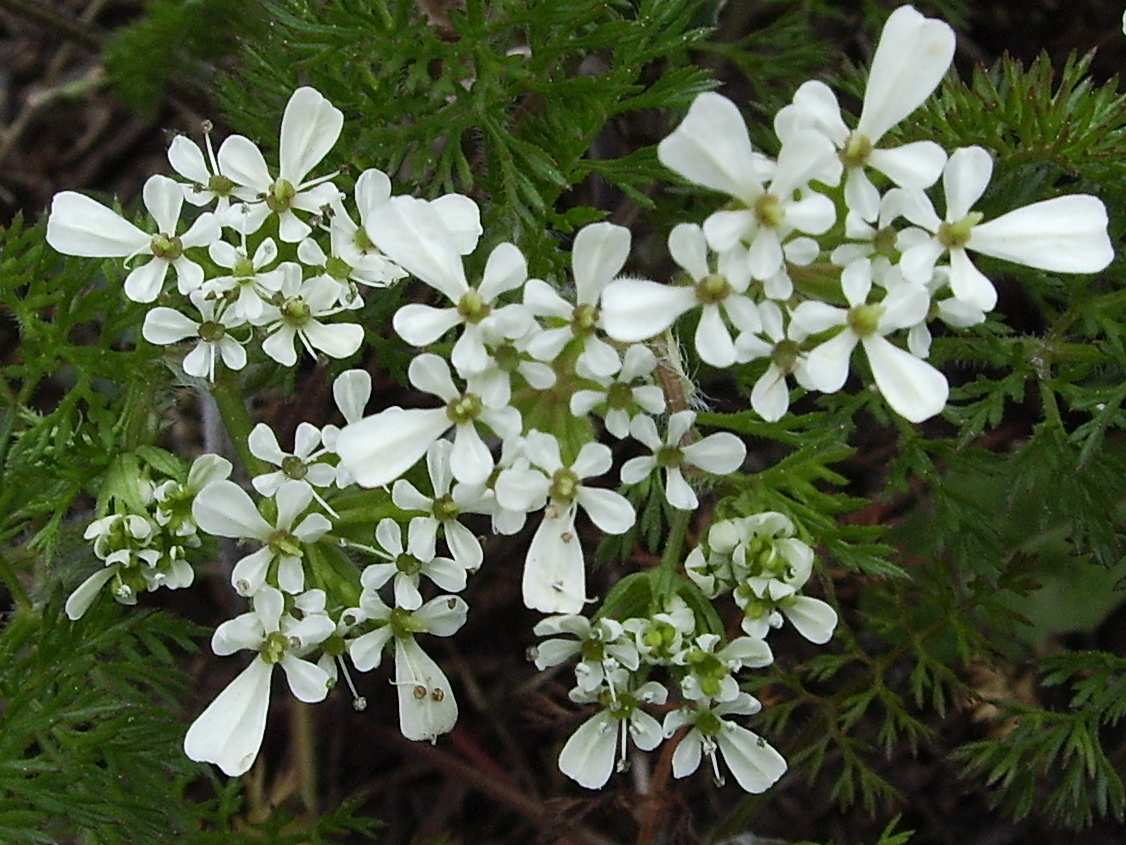